# Renealmia concinna
Renealmia concinna är en enhjärtbladig växtart som beskrevs av Paul Carpenter Standley. Renealmia concinna ingår i släktet Renealmia och familjen Zingiberaceae. Inga underarter finns listade i Catalogue of Life.